# Aulacomnium acuminatum
Espèce
Aulacomnium acuminatum est une espèce de mousse de la famille des Aulacomniaceae.